# 2. šahovska olimpijada
2. šahovska olimpijada je potekala med 21. julijem in 6. avgustom 1928 v Haagu (Nizozemska). To je bila edina olimpijada, ki je potekala hkrati s Poletnimi olimpijskimi igrami in edina, na katerem so nastop prepovedali profesionalnim igralcem.
Madžarska je osvojila prvo mesto, ZDA drugo in Poljska tretje.
Sodelovalo je 86 šahistov v 17 reprezentancah; odigrali so 544 partij.

## Sodelujoče države
- Argentina (Luis Argentino Palau, Roberto Grau, ...)
- Avstrija (Hans Müller, Baldur Hönlinger, ...)
- Belgija
- Danska (Holger Norman-Hansen, ...)
- Češkoslovaška (Ladislav Prokeš, ...)
- Francija (André Chéron, Marcel Duchamp, ...)
- Italija
- Latvija (Arvīds Taube, Augusts Strautmanis, Fricis Apšenieks, ...)
- Madžarska (Endre Steiner, Kornél Havasi, ...)
- Nemčija (Max Blümich, ...)
- Nizozemska (Machgielis Euwe, ...)
- Poljska (Dawid Przepiórka, Teodor Regedziński, Kazimierz Makarczyk, ...)
- Romunija (Miklos Bródy, János Balogh, ...)
- Španija
- Švedska (Ernst Jacobson, Gösta Stoltz, ...)
- Švica (William Rivier, ...)
- ZDA (Isaac Kashdan, ...)